# Oxytheca dendroidea
Oxytheca dendroidea Nutt. – gatunek rośliny z rodziny rdestowatych (Polygonaceae Juss.). Występuje naturalnie w zachodnich Stanach Zjednoczonych (w Kalifornii, Oregonie, stanie Waszyngton, Idaho, Nevadzie i Wyoming) oraz południowych częściach Chile i Argentyny. 

## Morfologia
PokrójRoślina jednoroczna dorastająca do 3–45 cm wysokości. Pędy są gruczołowate.
LiścieIch blaszka liściowa jest gruczołowato owłosiona i ma kształt od równowąskiego do równowąsko lancetowatego. Mierzy 10–45 mm długości oraz 1–7 mm szerokości, o ostrym wierzchołku.
KwiatyZebrane w wierzchotki o długości 5–40 cm, rozwijają się na szczytach pędów. Listki okwiatu mają kształt od eliptycznego do owalnego i barwę od białej do różowej, mierzą 1–2 mm długości.
OwoceTrójboczne niełupki osiągające 2–3 mm długości.

## Biologia i ekologia
Rośnie w lasach iglastych, zaroślach oraz na łąkach. Występuje na wysokości do 3000 m n.p.m.

## Zmienność
W obrębie tego gatunku oprócz podgatunku nominatywnego wyróżniono jeden podgatunek:
- Oxytheca dendroidea subsp. chilensis (Remy) Ertter